# Oberstafelbach
Der Oberstafelbach ist ein etwa 5 Kilometer langer Bach im Kanton Glarus. Er vereinigt sich bei Hinter Sand mit dem Bifertenbach zum Sandbach.

## Geographie

### Verlauf
Der Bach beginnt auf etwa 2400 m ü. M. unterhalb des Chli Tödi. Das Gebiet ist umgeben von mehreren Gletschern an den Seiten des Tals Hinter Stäfeli, wie dem Sandfiren, dem Spitzalpenfiren und dem Claridenfiren. Der Bach fliesst auf den ersten 1,5 km relativ steil in nordwestlicher Richtung ins Tal, während ihm beidseitig eine Vielzahl kleiner Bäche zufliessen. Hier erreicht er auf 2050 m ü. M. Sandplatzweidli. Auf dem nächsten Kilometer passiert er in vergleichbar flacherem Gelände Rossmättli während ihm beidseitig weitere Bäche zufliessen. Bei Planggen ändert er auf 1960 m ü. M. seine Richtung und fliesst nun Richtung Westen durch Ober Sand. Er erreicht hier nach etwa 0,8 km die Alp Chuestäfeli. Danach fliesst er noch etwa 0,6 km weiter in flacherem Gebiet und fliesst dann über eine Talstufe, wo er auch die Baumgrenze erreicht. Hier überwindet der Bach auf weniger als 1 km etwa 500 Höhenmeter. Danach fliesst er noch etwa 0,5 km durch flacheres Gelände, bevor er sich dann auf 1297 m ü. M. bei Hinter Sand mit dem von rechts kommenden Bifertenbach zum Sandbach vereinigt.

### Einzugsgebiet
Das Einzugsgebiet des Oberstafelbachs hat eine Grösse von etwa 21 km². Der höchste Punkt im Einzugsgebiet ist auf 3602 m ü. M. am Tödi.